# 이호민 선생 묘 및 신도비
이호민 선생 묘 및 신도비는 대한민국 경기도 양평군 옥천면 신복리에 있다. 1986년 5월 30일 양평군의 향토유적 제6호로 지정되었다.

## 개요
묘는 정경부인 양천하씨, 파평윤씨와 합장묘로서, 서쪽으로 조금 치우친 남쪽을 정면으로 하고 있다. 묘 앞에는 묘비, 상석, 향로석, 망주석, 동자상, 문인석 등이 배치되어 있다. 묘비는 인조 12년(1634)에 건립된 것으로 비명은 김주우(金柱宇)가 글씨를 썼다. 신도비는 인조 13년(1635)에 건립된 것으로 비문은 이명한(李明漢)이 글을 짓고, 김주우(金柱宇)가 글씨를 썼다. 비의 규모는 총 높이 204㎝, 폭 66㎝, 두께 17㎝이다.

## 같이 보기
- 이호민 영정 외 일괄 유물 - 경기도 유형문화재 제144호